# 링 오브 엘리시움
링 오브 엘리시움(Ring of Elysium, 중국어: 无限法则)는 오로라 스튜디오가 개발하고 텐센트 게임즈의 각 자회사인 TCH 스칼렛 리미티드(TCH Scarlet Limited)가 배급한 부분 유료화, 다중 사용자 온라인 배틀 로열 게임으로 스팀, DMM & 가레나에서 무료로 다운로드할 수 있다. 북미, 유럽 및 아시아 일부 지역에서는 2018년 9월 19일에 북미 서버에서 무료 앞서 해보기 게임으로 스팀에서, 2018년 11월 25일에 유럽 서버에서 출시되었다. 게임 서버는 2023년 12월 1일에 영구적으로 종료되었다.

## 플롯
링 오브 엘리시움은 내러티브 스타일과 각 시즌 게임에서 일어나는 모든 것을 연결하는 깊은 전승에 크게 기반을 두고 있다. 각 시즌은 스토리를 계속하고 각자 자신의 배경 이야기와 진행 중인 이벤트와의 연결을 가진 3명의 새로운 캐릭터를 게임에 추가한다. 시즌 1에서는 플레이어는 눈 폭풍 위미르에서 4명만 탈출할 수 있도록 죽을 때까지 싸워야 하는 다이오네 산의 눈 덮인 산에 소개된다. 시즌 2에서는 플레이어는 외로파섬에 소개되며, 다시 한번 화산 폭발과 지도 전체에 내려오는 화산재에서 탈출하기 위해 생존을 보장받기 위해 싸운다.

### 시즌 1: 북극 생존
이야기는 엘리시움 세계의 세 명의 캐릭터인 린, 히카게, 가빈의 소개로 시작된다. 클래식 경기에서 60명의 플레이어가 눈 덮인 산악 기반 맵인 "다이오네 산"에 갇히고 재앙적인 눈 폭풍 위미르의 공격을 받는다. 탈출 방법은 최대 4명만 구할 수 있는 구조 항공편이다. 생존자들은 경쟁자를 제거하면서 다가오는 폭풍보다 앞서 나가야 한다. 플레이어는 스노보드, 등반 장비 또는 행글라이더를 사용하여 눈 덮인 지형을 이동하고 전투 및 기타 격렬한 상황에 적응한다.

### 시즌 2: 낙원의 폭포
이야기는 시즌 2에 새로운 세 명의 캐릭터인 브래들리, 실비아, 알폰소와 함께 계속된다. 60명의 사람들이 열대 섬에 갇히고 플레이어들은 외로파섬 지역을 뒤덮는 화산재 구름에서 탈출해야 한다. 구조 헬리콥터는 최종 안전 구역에 도착하여 네 명의 플레이어를 구출한다. 화산쇄설류 분화가 임박했기 때문에 시간이 중요하다. 외로파섬에서의 클래식 경기는 행글라이더, BMX 자전거, 그래플링 훅의 세 가지 이동 모드 선택으로 시작하며, 플레이어는 3가지 선택지를 사용하여 화산재에서 살아남고 다른 플레이어와 싸워 생존해야 하며, 화산에서 나오는 유독 가스와 재를 주시해야 한다. 경기가 진행되고 재 폭풍에서 벗어나지 못하면 유독 가스로 인해 고통스럽고 빠른 죽음을 맞게 된다.

### 시즌 3: 외로파 폭풍
이야기는 계속되고 엘리시움 세계에 또 다른 세 명의 캐릭터인 캡틴 포케, 엘리엇, 사키가 등장한다. ROE[링 오브 엘리시움]의 동적 날씨 시스템이 "태풍" 모드로 진입한 후, 저주받은 해적선이 지도에 나타나면서 핵심 게임플레이는 그대로 유지되며 흥미로운 요소가 추가된다. 매 라운드 동안 배가 움직이는 동안 높은 등급의 전리품이나 DPV와 같은 새로운 전술 아이템의 추가 소스로 전리품 상자(해적 통)가 배에서 지속적으로 던져진다. 시즌 후반에는 외로파섬 주변 수역 깊은 곳에서 발견된 고대 문명의 비밀 유적지를 탐험하고 수중 보물 사냥이 게임플레이에 추가되었다.

## 개발
링 오브 엘리시움은 이전 게임인 유로파를 재개발한 게임이다. 이 게임은 텐센트 게임즈의 QuickSilverX 엔진으로 개발되었다.
이 게임은 가레나 런처에서 클로즈드 베타 테스트 단계를 거쳤으며, 태국 서버는 2018년 7월 10일에 종료되고 인도네시아 서버는 2018년 6월 4일에 종료될 예정이었다.
이 게임은 2018년 9월 19일에 북미에서 앞서 해보기로 스팀에 출시되었고, 이어서 2018년 9월 20일에는 아시아, 2018년 9월 25일에는 유럽에 출시되었다.

## 법적 문제
2019년 1월, 메이 얀이라는 모델은 자신의 트위터 계정에 게임이 허가 없이 자신의 초상을 사용했다고 주장하는 게시물을 올렸으며, 캐릭터 홍보 이미지와 얀의 인스타그램에 2015년 올라온 게시물의 유사성을 보여주는 이미지도 함께 첨부했다. 해당 캐릭터는 곧 삭제되었으나, 아마도 시즌 1 종료로 인한 것일 가능성도 있다.

## 서비스 종료
2023년 9월 1일, ROE가 2023년 12월 1일을 기해 영구적으로 서비스 종료될 것이라고 발표되었다. 서비스 종료 이유는 공지에서 밝히지 않았다. 출시 당시 최고 플레이어 수가 5만 2천 명이었으나 최근에는 하루 평균 350명 수준으로 플레이어 수가 지속적으로 감소해 왔다.